# Sylwester Janowski
Sylwester Janowski (ur. 8 grudnia 1976 w Tarnobrzegu) – były polski piłkarz, grający na pozycji bramkarza.

## Kariera
Janowski urodził się w Tarnobrzegu i w miejscowej Siarce zaczynał profesjonalną karierę. W 1993 roku był zmiennikiem Andrzeja Bledzewskiego, kiedy to prowadzona przez Andrzeja Zamilskiego reprezentacja Polski zdobyła mistrzostwo Europy U-16, pokonując w finale Włochy. W I lidze polskiej Janowski zadebiutował w barwach Siarki 29 lipca 1995 roku w przegranym 0:1 meczu z Pogonią Szczecin. W klasie tej rozegrał łącznie 11 meczów. Janowskiego chciał następnie kupić Śląsk Wrocław, ale Siarka Tarnobrzeg zażądała zbyt wysokiej ceny. W Siarce grał z dwiema przerwami (gra w Avii Świdnik w latach 1998–1999 oraz Tomasovii Tomaszów Lubelski w roku 2000) do 2002 roku. Następnie był piłkarzem Łady Biłgoraj, Ruchu Wysokie Mazowieckie i Warmii Grajewo. Podczas gry w Ruchu Wysokie Mazowieckie był podejrzany o korupcję, ale sprawę umorzono. W lipcu 2005 roku przebywał na testach w Widzewie Łódź, ale nie został piłkarzem tego klubu. W rundzie jesiennej sezonu 2005/2006 grał w Siarce Tarnobrzeg, po czym wyjechał do Hiszpanii, gdzie pracował w Madrycie i Pampelunie. W 2007 roku wrócił do Polski, grając w takich klubach, jak Orzeł Przeworsk, Czarni Połaniec, Rega-Merida Trzebiatów i Narew Ostrołęka.
Dwukrotnie żonaty, ma trójkę dzieci.